# Цезар (коктейль)
«Цезар» (також відомий як «Кривавий Цезар») — коктейль, створений і споживаний переважно в Канаді. Містить, як правило, горілку, томатний сік і бульйон з молюсків (наприклад, у Mott's Clamato), гострий соус і вустерський соус, і подається з льодом у великому келиху з оправою зі селерової солі, зазвичай прикрашеному стеблом селери та шматочком лайму. Від «Кривавої Мері» його відрізняє наявність бульйону з молюсків. Коктейль також можна порівняти з мічеладою, яка має схожі смакові складники, але замість горілки використовує пиво.

## Походження
«Кривава Мері а-ля-Майло» в книзі коктейлів Теда Сосьєра 1951 року під назвою «До дна» (англ. Bottoms Up; сторінка 45) є першим опублікованим рецептом коктейлю, який містить горілку, томатний сік, бульйон із молюсків і вустерширський соус. Тед Сосьєр приписує рецепт нью-йоркському видавцю Майло Дж. Сатліффу. Це принаймні на 2–3 роки раніше від версії в нічному клубі Polonaise на Мангеттені.
Оригінальний коктейль з горілки з приправленим томатним соком і бульйоном із молюсків з'явився в нічному клубі Polonaise на Мангеттені в листопаді 1953 року. Власник Пол Павловський представив напій під назвою «Smirnoff Smiler» (Смирнов посміхається). У грудні 1953 року оглядач Волтер Вінчелл повідомив, що напій був приправлений «дрібкою вуууусссстерссського соусу» (англ. a dash of Wooooshhhtasheer Sauce).
1959 року карикатурист і творець «Сімейки Адамсів» Чарлз Аддамс (працював у журналі Нью-Йоркер, за кілька кварталів від нічного клубу Polonaise на Мангеттені) заявив, що він винайшов «Gravel Gertie», коктейль із молюскового бульйону, томатного соку та горілки, приправлений соусом табаско.
1962 року Карл Ла Марка, менеджер бару готелю «Бейкер» у Далласі, винайшов «Imperial Clam Digger», додавши базиліковий гарнір і шматочок лайму до відомої версії «Smirnoff Smiler», називаної «Clam Digger» (Копач молюсків).
У жовтні 1968 року президент Seagram Віктор Фішель і маркетолог Mott's Clamato Рей Анріг заявили, що винайшли приправлений коктейль із помідорів/молюсків/горілки «Clamdigger» на початку 1968 року на Мангеттені. Компанія Seagram, штаб-квартира якої розташована за 2 квартали від нічного клубу Polonaise, подала заявку на торгову марку на ім'я «Clamdigger» із заявою про перше використання 31 травня 1968 року. Від кінця 1968 до кінця 1969 року компанія Seagram і Mott's проводили масштабну рекламу рецепту коктейлю «Clam Digger» у національних журналах.
«Цезар» винайшов 1969 року менеджер ресторану Волтер Челл із Calgary Inn (нині готель Westin) у Калгарі (Альберта, Канада) після того, як йому доручили створити фірмовий напій для нового італійського ресторану Calgary Inn. Він змішав горілку з молюсковим бульйоном і томатним соком, вустерським соусом та іншими спеціями, створивши напій, схожий на «Криваву Мері», але з унікальним пряним смаком.
Челл сказав, що його надихнула Італія. Він нагадав, що у Венеції подавали Spaghetti alle vongole, спагетті з томатним соусом і молюсками. Він міркував, що суміш молюсків і томатного соусу стане хорошим напоєм, а пюре з молюсків утворить «нектар», який він змішав з іншими інгредієнтами.
За словами внучки Челла, його італійське походження змусило його назвати напій «Цезар». Кажуть, що подовжена назва «Кривавий Цезар» відрізняє цей напій від Кривавої Мері, але Челл сказав, що надихнув його постійний відвідувач бару. Протягом трьох місяців, які він витратив на вдосконалення напою, він спонукав клієнтів пробувати його та залишати відгуки. Один постійний покупець, англієць, який часто замовляв напій, одного разу сказав: «Уолтере, це до біса хороший „Кривавий Цезар“» (англ. Walter, that's a damn good bloody Caesar).

## Популярність
Щодо популярності напою серед відвідувачів ресторану, Челл стверджував, що він «злетів як ракета». Протягом п'яти років після появи, «Цезар» став найпопулярнішим змішаним напоєм у Калгарі. Він поширився по всій Західній Канаді, потім на схід. 2009 року, до 40-річчя напою, розпочато петицію щодо надання «Цезарю» статусу офіційного коктейлю країни. У Калгарі мер Дейв Бронконньє відсвяткував річницю напою, оголосивши 13 травня 2009 року Днем «Цезаря» в місті.
Одночасно з винайденням «Цезаря» компанія Mott's самостійно розробляла Clamato, суміш молюсків і томатного соку. Продажі Clamato спочатку були повільними: 1970 року Mott's продала лише 500 ящиків Clamato, але вони постійно зростали після того, як дистриб'ютори компанії виявили напій Челла. На 1994 рік 70 % продажів Mott's Clamato в Канаді припадало на суміші Caesars, тоді як половина всіх продажів Clamato здійснено в Західній Канаді. Mott's стверджує, що «Цезар» — найпопулярніший змішаний напій у Канаді, і оцінює щорічне споживання в понад 350 млн «Цезарів».
У США «Цезар» зазвичай доступний у барах уздовж канадсько-американського кордону. В інших місцях бармени часто пропонують замість нього «Криваву Мері». У Європі напій можна знайти скрізь, де є більша концентрація канадців. Попри узгоджені маркетингові зусилля, за межами Канади спостерігається анонімність напою. Виробники томатно-молюскових соків припустили, що їхнім напоям перешкоджає так званий «молюсковий бар'єр». Вони виявили, що споживачі в Сполучених Штатах побоюються, що в напої занадто багато молюсків.
Тоді як Mott's Clamato продовжує бути синонімом коктейлю, інші виробники почали пропонувати альтернативні суміші «Цезар». 2013 року випущено «Вальтер Цезар» (названий на честь Челла), як «повністю натуральну» альтернативу Clamato. Завдяки використанню екологічно чистого бульйону з молюсків із Північної Атлантики, він став першою сумішшю «Цезаря» в Канаді, яку схвалила Ocean Wise.
«Цезар» популярний як «ліки» від похмілля, хоча його ефективність викликає сумніви. Дослідження Університету Торонто, опубліковане 1985 року, показало, що вживання «Цезаря» під час приймання аспірину допомагає захистити шлунок людини від шкоди, яку спричиняє аспірин, порівняно зі вживанням простого томатного соку.
У рамках Міжнародного фестивалю молюсків на Острові Принца Едварда Mott's проводить щорічний конкурс «Кращий „Цезар“ у місті». Конкурси на честь 40-річчя коктейлю, проведені 2009 року по всій Канаді, заохочували варіанти, в яких край келиха був покритий меленою кавою Tim Hortons, «Цезар» з кленовим сиропом і «Цезар» з горілкою настояною на беконі.

## Приготування
Готують «Цезар» за правилом «один, два, три, чотири». Рецепт включає одну чарку горілки (1,5 американської рідкої унції; 44 мл), дві частки гострого соусу, три частки солі та перцю, чотири частки вустерського соусу, до яких додають 4-6 рідких унцій (120—180 мл) суміші «Цезар» і лід. Інгредієнти виливають у склянку, обрамлену сіллю селери або сумішшю солі та перцю і прикрашають стеблом селери та лаймом.
«Цезар» незвичайний тим, що його можна змішувати завчасно і зберігати деякий час перед вживанням.

### Варіанти
Хоча серед оригінальних складників від Челла не було соусу табаско, його додають часто, як і хрін. Горілку іноді замінюють джином, текілою або ромом, хоча Clamato не допускає заміни. Варіант із заміною горілки пивом зазвичай називають «Червоне око», «Око молюска» або «Саскачеванський Цезар», а безалкогольний — «Цезар Діви». Торонтський інститут барменів у різних місцях по всій Канаді організував «Школи Цезаря», де барменів навчають змішувати кілька варіантів напою.